# Colón-Insel
Die Colón-Insel (spanisch Isla Colón) ist eine von sieben größeren Inseln der Inselgruppe Bocas del Toro in der gleichnamigen Provinz Bocas del Toro an der Nordküste Panamas am Atlantik.
Sie liegt nur knapp eine Autostunde zuzüglich einer halben Stunde mit einem Wassertaxi von der Grenze Costa Ricas entfernt, über die die meisten Touristen einreisen. Colón ist der spanische Name für Kolumbus, der die Hauptinsel „entdeckte“ und hier eine Verpflegungsstation einrichtete. Die Hauptstadt der Insel und des Archipels ist Bocas del Toro. Ihre Architektur orientierte sich im kolonialen Stil mit vielen westfranzösischen und spanischen Elementen. Nach Abzug der Verwaltung und Entscheidung des Bananenkonzerns, das Hauptbüro nach Changuinola zu verlegen, wurden viele Häuser aus Not vernachlässigt, leerstehende verfielen.